# Quảng Ngãi
Quảng Ngãi wymowaⓘ – miasto w Wietnamie, stolica prowincji Quảng Ngãi. W 2009 roku liczyło 95 537 mieszkańców.